# Amsterdam American Hotel
Amsterdam American Hotel (Hotel Amerykański w Amsterdamie) – zabytkowy budynek położony w Amsterdamie przy placu Leidseplein, zbudowany w latach 1898–1900 w stylu secesyjnym.

## Historia
W 1875 architekt Cornelius Adide Anne Steinigeweg postanowił zbudować w Holandii hotel amerykański. Nad zamierzeniem tym pracował razem z Edem Cuypersem, kuzynem znanego architekta Pierre'a Cuypersa. W maju 1880 rozpoczęto budowę hotelu, który został ukończony wiosną 1882. American Hotel znajdował się w strategicznie wybranym miejscu w holenderskiej stolicy, przy placu Leidseplein, w sąsiedztwie bramy miejskiej. Leidseplein był tradycyjnym miejscem postoju wozów i powozów, kuźni, warsztatów ciesielskich. Podróżni musieli zostawiać tu swoje pojazdy, ponieważ nie wolno było nimi wjeżdżać do centrum Amsterdamu.

### Nowy hotel
W 1885 budynek został rozbudowany o dużą salę bilardową z przeszklonym dachem, zaprojektowaną przez J. F. Henkenhafa i F. G. Eberta. W 1900 dyrektor August Volmer postanowił, że istniejący hotel musi ustąpić miejsca nowemu Hotelowi Amerykańskiemu. Aby znaleźć inspirację dla nowego budynku Volmer wraz z architektami Willemem Kromhoutem i H. G. Jansenem jeździli po Europie oglądając poszczególne „grand hotele”. Po powrocie obaj architekci postanowili zaprojektować budynek składający się z hotelu-pensjonatu, kawiarni-restauracji ("Americain") oraz kilku sal balowych. Budynek miał mieć trzy elewacje z oddzielnymi wejściami do poszczególnych części hotelu. 15 maja 1902 roku American Hotel ponownie oficjalnie otwarto.

### Rozbudowa
W 1929, wraz z zakupem hotelu Filadelfia, American Hotel został rozbudowany według projektu architekta G. J. Rutgersa. W 1954 dokonano ponownej jego rozbudowy zwiększając łączną liczbę pokoi do 124. W latach 70. kawiarnia Café Americain z eleganckim wnętrzem w stylu art déco została wpisana na listę zabytków chronionych. w latach 1985 i 2000 hotel został odnowiony.

## Architektura

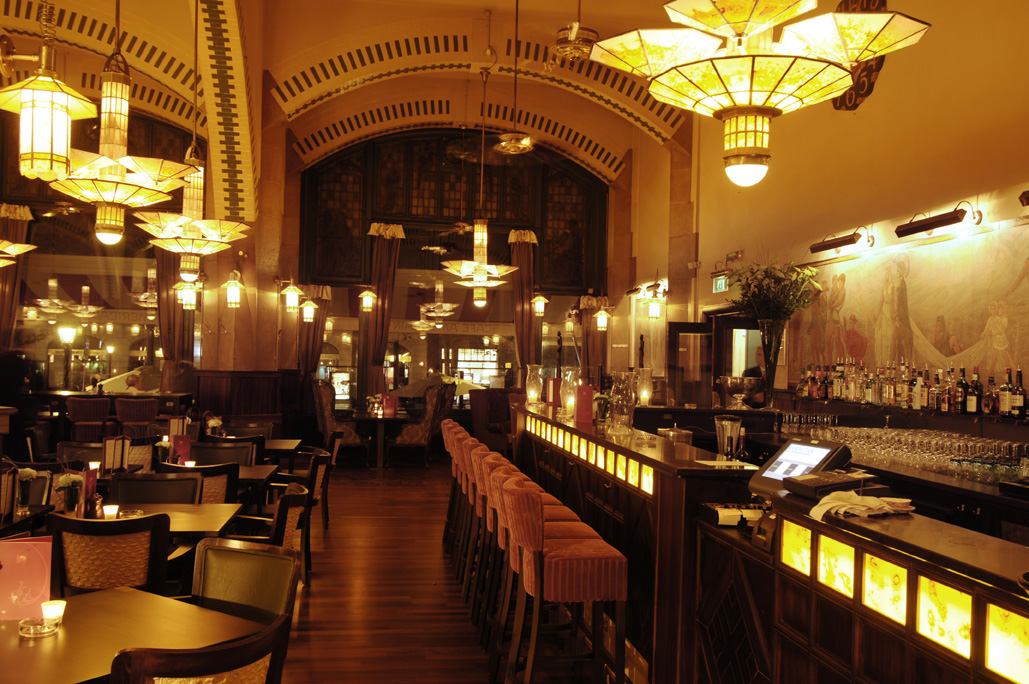
Stylowe wnętrze Café Americain

Budynek hotelu stał się holenderską interpretacją założeń secesji przez Willema Kromhouta i zapoczątkował styl szkoły amsterdamskiej w architekturze. W architekturze hotelu znaczenie ma tylko jego elewacja; wewnątrz jest to typowy hotel. Na uwagę zasługuje jedynie kawiarnia Café Americain ze słynnymi witrażami i lampami Tiffany'ego.

## Ciekawostki
Słynna tancerka Mata Hari pragnęła urządzić w hotelu własne wesele.
Bar hotelowy Café Américain był pierwszym miejscem, w którym podano potrawę filet americain.